# Ивановка (Берестечковская городская община)
Ивановка (укр. Іванівка) — село в Берестечковской городской общине Луцкого района Волынской области Украины.
Код КОАТУУ — 0720881402. Население по переписи 2001 года составляет 186 человек. Почтовый индекс — 45731. Телефонный код — 8 — 03379. Занимает площадь 8,52 км².

## История
В 1946 году указом ПВС УССР село Яновка переименовано в Ивановку.
До 2020 года входило в Гороховский район.